# فیش (انگلیسی)
فیش Ghoti واژه‌ای است که برای نشان دادن دشواری نوشتن از روی خوانش انگلیسی زبانزد شده‌است. fish را بنا بر برخی از دستورهای نوشتار و دبیرهٔ انگلیسی می‌توان به نادرستی Ghoti نوشت.

## بازنمایی
- در زبان انگلیسی gh همانند همخوان انفجاری دولبی بی‌واک ‎/f/‎ در واژگانی مانند enough ‎/ɪˈnʌf/‎ یا tough ‎/tʌf/‎ بیان می‌شود.
- در برخی از واژگان انگلیسی o همانند ی ‎/ɪ/‎ بیان می‌شود. نمونه را women ‎/ˈwɪmɪn/‎.
- در زبان انگلیسی ti همانند همخوان سایشی ش ‎/ʃ/‎ بیان می‌شود. نمونه را station ‎/ˈsteɪʃən/‎ یا motion ‎/ˈmoʊʃən/‎.

## تاریخچه
جرج برنارد شاو برای نشان دادن بیراهی‌هایی که شاید در نوشتن بنا بر دستورهای دبیره انگلیسی روی دهد، Ghoti را نمونه آورد که می‌توان بنا بر این دستورها fish فیش را به ریخت Ghoti نوشت.
پیش از جرج برنارد شاو نویسندهٔ انگلیسی چارلز اولییر (۱۷۸۸–۱۸۵۹ ترسایی) در نامه‌ای به تاریخ ۱۱ دسامبر ۱۸۵۵ به جیمز هنری لی هانت می‌نویسد که پسرش ویلیام روش تازه‌ای برای نوشتن fish یافته‌است و سپس بیان می‌کند که می‌توان fish فیش را Ghoti نوشت.